# 三八式十五糎榴弾砲
三八式十五糎榴弾砲（さんはちしきじゅうごせんちりゅうだんほう）は、大日本帝国が1911年（明治44年）に制式制定した榴弾砲。

## 概要
1904年（明治37年）、日露戦争の開戦に伴い、大日本帝国陸軍がドイツのクルップ社に砲身後座式の近代火砲を数種発注したうちの一つ。駐退機を持たない克式十五珊榴弾砲を補完／更新する目的の、野戦重砲兵向け榴弾砲である。
クルップでは、日本陸軍の要望に合わせて若干の修正を加えたものの既存モデルの設計を流用して直ちに製造に取り掛かり、翌明治38年（1905年）には発注数を揃えて出荷したものの、日本に到着したのは奉天会戦よりも後であり、日露戦争の戦場には間に合わなかった。
その後、改めて日本国内で審査を行い、若干の改正を施して1911年（明治44年）12月をもって三八式十五珊榴弾砲として制式制定され、昭和に入って三八式十五糎榴弾砲と改称された。
閉鎖機は段隔螺式で、装薬可変式の分離薬筒。装薬は一号方形薬だが、照準器が旧式なため同一表尺で異なる弾量の砲弾を発射するのに、弾種別に専用の薬嚢を用いるという、このクラスの重砲としてはあまり用いられない方式をとっている。
移動は8馬輓曳を前提としたが、体格に劣る国産馬での輓曳は事実上不可能であった。このため、陣地変換に際しては分解して荷車に積載せねばならなかったが、元々分解搬送を前提としていない設計であったため、これには多大の時間を要した。もちろん、移動した先での組立て〜再設置にも時間がかかり、野戦重砲といいながらも実質的には攻城砲並みの機動力しか持たなかった。これは本砲最大の欠点となった。
採用以降、陸軍は野戦重砲兵の主火器として本砲を整備し、大阪砲兵工廠で国産化もされたが、上記理由により生産期間はそれほど長くはなかった。1918年（大正7年）に野戦重砲兵連隊が独立編制になる頃から四年式十五糎榴弾砲との置換えが始まり、1935年（昭和10年）頃にはいったん予備保管兵器となった。しかし、日中戦争の勃発により動員され、その後は限定的ながらも第二次世界大戦の終結まで運用され続けた。
本砲の機動力不足を解消する試みは対米開戦後の重砲不足の中で開始され、四年式十五糎榴弾砲に準じた分解式への改造は不調に終わったものの、1944年（昭和19年）には決定版として自走化が検討され、四式十五糎自走砲（ホロ）として実用化された。
本砲の初陣は1914年（大正3年）の青島攻略戦にまで遡るが、野戦重砲として本格的に使用されたのは1937年（昭和12年）、日中戦争に伴い動員下令となった野戦重砲兵第五旅団隷下の野戦重砲兵第十一連隊および野戦重砲兵第十二連隊に配備されて出征した。両連隊とも1939年（昭和14年）にいったん復員したが、野戦重砲兵第十二連隊は1942年（昭和17年）に再動員となりフィリピンに派遣され、1944年（昭和19年）〜1945年（昭和20年）にかけてルソン島で米軍と戦い、全滅した。野戦重砲兵第十一連隊も1944年（昭和19年）に再動員となったが、本土決戦の準備中に終戦となった。

## 車載化

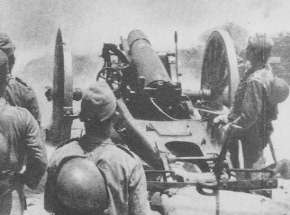
後方からの写真

四式十五糎自走砲の主砲として搭載された。軽量な三八式は九七式戦車車体に無理なく搭載でき、直射を含む機動射撃では短射程はあまり問題にならなかった。大きな炸薬量により、米軍戦車を正面から撃破できる貴重な対戦車戦力として重宝された。